# Provincia di Reggio Emilia
La provincia di Reggio Emilia è una provincia dell'Emilia-Romagna, terza della regione per popolazione (dopo quelle di Bologna e Modena) con 531 565 abitanti.
Il Reggiano, così è parimenti chiamato il territorio provinciale, confina ad ovest con la provincia di Parma (il confine è il torrente Enza) e a est con la provincia di Modena, a nord con la Lombardia (provincia di Mantova) e a sud con la Toscana (provincia di Massa-Carrara e provincia di Lucca).

## Geografia antropica

### Infrastrutture e viabilità
La provincia è attraversata dalla strada statale 9 Via Emilia, di fondazione romana, a cui si affiancarono nel 1859 la ferrovia Milano-Bologna e cento anni più tardi l'A1 Autostrada del Sole. Dal 1968 la provincia di Reggio è lambita ad est dall'A22 Autostrada del Brennero. Oltre alla ferrovia Milano-Bologna e alla recente linea del treno ad alta velocità che ricalca il medesimo collegamento, sono presenti quattro linee locali della FER - le ferrovie Reggio Emilia-Ciano d'Enza, Reggio Emilia-Guastalla, Reggio Emilia-Sassuolo, Parma-Guastalla-Suzzara - e un tratto della ferrovia Modena-Verona fra Rolo e Villanova di Reggiolo.
Longitudinalmente, in direzione nord-sud, la provincia è tagliata in due dalla SS 63 del Valico del Cerreto che un tempo collegava Gualtieri ad Aulla passando per Reggio e l'Appennino Tosco-Emiliano, oggi declassata a strada provinciale fra il capoluogo di provincia e la Bassa. Dal 2001 le altre strade statali presenti sul territorio provinciale - i tratti a nord della via Emilia della SS63 e della SS 62, la SS 358 di Castelnovo, la SS 467 di Scandiano, la SS 468 di Correggio, la SS 486 di Montefiorino e la SS 513 di Val d'Enza - furono affidate dal Governo Italiano alla Regione Emilia-Romagna che, a sua volta, le diede in gestione alle Province.

Ad oggi, l'Amministrazione provinciale di Reggio Emilia gestisce circa 875 km di strade provinciali.

### Insediamenti
La provincia di Reggio Emilia era storicamente formata da 45 comuni, divenuti 42 a partire dal 1º gennaio 2016, giorno in cui i quattro comuni di Busana, Ligonchio, Ramiseto e Collagna hanno cessato di esistere per fondersi e dar vita a un nuovo comune denominato Ventasso. Dal punto di vista sociale, culturale ed economico il territorio provinciale si compone di 5 distretti comprensoriali che, tuttavia, non godono di alcun riconoscimento giuridico ufficiale. I distretti sono: Reggio Emilia città, la Val d'Enza, la Bassa Reggiana, il Correggese, la Zona ceramiche e la Montagna.
Pur non essendo caratterizzati da organi veri e propri di autogoverno essi, de facto, garantiscono importanti funzioni convogliando su un "centro" forte una moltitudine di servizi a disposizione dei comuni del comprensorio. Si tratta, in primis, di servizi sanitari (la sede dell'ospedale di zona); educativi (il polo di istruzione superiore); direzionali, e di supporto ai lavoratori e alle imprese. I 5 comuni capodistretto sono: Guastalla per la Bassa Reggiana; Correggio, per la zona che comprende l'omonima città e i comuni circostanti; Castelnovo ne' Monti per l'Appennino reggiano, Montecchio Emilia per la Val d'Enza; Scandiano per la Zona ceramiche. Il distretto di Reggio Emilia città coincide con i confini comunali del capoluogo di provincia e, a livello sanitario, include i comuni della cintura nord e della cintura sud della città.

## Ambiente
La provincia risulta compresa fra il fiume Po a nord ed il crinale dell'Appennino tosco-emiliano a sud, facente parte del Parco Nazionale dell'Appennino Tosco-Emiliano (che si estende anche alle limitrofe province di Parma, Modena, Lucca e Massa Carrara).
Da un punto di vista idrologico la provincia di Reggio si colloca nel regime intermedio tra il regime sublitoraneo alpino tipico della fascia prealpina lombardo-veneta e il regime sublitoraneo appenninico tipico delle aree interne appenniniche della Penisola Italiana. I massimi annui di piovosità sono principalmente due, il più significativo (anche per i fenomeni di piena nei torrenti provinciali e del fiume Po) è quello autunnale (precisamente nei mesi di ottobre e novembre) mentre il secondario si registra solitamente nel periodo tardo primaverile (aprile e maggio). La piovosità annua comunque si attesta attorno a 800–900 mm, pur rimanendo anche notevolmente più elevata nella fascia appenninica. 
Il clima è appenninico nella porzione meridionale (inverni rigidi e nevosi, estati temperate e più piovose) mentre risulta spiccatamente sub-continentale nella porzione settentrionale di pianura della provincia (inverni solitamente meno rigidi e meno nevosi, estati afose e poco piovose).
Mentre il territorio della pianura è fortemente antropizzato e presenta un'alta densità insediativa, l'Appennino reggiano presenta ancora un livello di naturalità elevato, crescente, soprattutto salendo verso il crinale. L'Appennino reggiano è soggetto a fenomeni di calanchismo naturale, visibili lungo tutto il suo sviluppo trasversale della provincia, ma particolarmente evidenti nella porzione occidentale lungo l'alveo del torrente Enza.
Fra le maggiori attrattive della montagna reggiana vi è di sicuro la Pietra di Bismantova, che sorge nel comune di Castelnovo Monti, ma visibile dal territorio di molti comuni appenninici. Il profilo così netto della montagna colpì persino il poeta fiorentino Dante Alighieri che la cita nel suo Purgatorio.

### Orografia
Il Reggiano ha un'orografia molto lineare, con una zona di pianura che va dal confine nord sino ad una linea quasi retta ovest/est a 6–7 km a sud del capoluogo dove iniziano le colline che vanno gradualmente crescendo e mutandosi in vere e proprie montagne sino al crinale. La pianura, essendo legata al corso del Po, va ovviamente decrescendo di altitudine procedendo da ovest ad est. Gli estremi sono 19 metri s.l.m.. al confine provinciale di nord-est e i 2121 metri del monte Cusna. Altre cime di rilievo sono il monte Prado (2054 m), l'Alpe di Succiso (2017 m), il Casarola (1979 m), il Monte Alto (1904 m), il monte Cavalbianco (1855 m) e il Monte Ventasso (1727 m). Da rimarcare l'unicità e l'originalità della Pietra di Bismantova, che si staglia con la sua cima piatta e le sue pareti scoscese a rendere inconfondibili tanti panorami dell'Appennino reggiano. I passi automobilistici al confine con la Toscana, sono, da ovest a est: il Passo del Lagastrello (1200 m), il Passo del Cerreto (strada statale 63, 1261 m), il Passo della Pradarena (1579 m) e il passo delle Forbici (1574 m), quest'ultimo raggiungibile in automobile solo con una strada sterrata dal versante toscano in estate.

### Acque
Tre sono i principali corsi d'acqua che bagnano la provincia: il fiume Po marca il confine settentrionale per circa 20 km con la provincia di Mantova, il torrente Enza a ovest, che scorre in territorio provinciale dalle sue sorgenti alla foce nel Po, segnando il confine con la provincia di Parma per circa 85 km e il fiume Secchia che segna il confine est con la provincia di Modena da Cerredolo a Rubiera località presso cui entra nella provincia di Modena fino a sfociare anch'esso nel Po, dopo un corso di oltre 170 km. Numerosi sono i torrenti, specie in montagna: il più importante per lunghezza e portata risulta indubbiamente il torrente Crostolo, lungo 55 km che nasce poco sopra il paese di Casina e si getta nel Po presso Guastalla, attraversando per un breve tratto il comune capoluogo. Corsi d'acqua minori sono il Dolo, il Secchiello, l'Ozola e il Tresinaro, tributari della Secchia, Lonza e Tassobbio, tributari dell'Enza, poi il Rodano, la Modolena ed il Quaresimo che bagnano i sobborghi del capoluogo.
Pochi i laghi naturali: uno solo in pianura, il Lago di Gruma nel comune di Campegine, in montagna i tre laghi del Cerreto (uno principale e due minori) e il lago Calamone, detto anche lago del Ventasso, alle pendici del monte medesimo.
Bacini artificiali di una certa importanza sono situati a Ligonchio, al Passo di Lagastrello e a Gazzano di Villa Minozzo, mentre la bassa pianura è intersecata da una estesa rete di canali di scolo e di bonifica (in primis la Parmigiana Moglia) che confluiscono nel Po o direttamente o, più spesso, attraverso il Crostolo o l'Enza. Dall'alto Medioevo e sino al Settecento alla periferia nord del capoluogo ci si imbarcava sul canale Naviglio per giungere, nel modo più veloce e sicuro, a Ferrara e a Venezia.
Sorgenti termali di rilievo sgorgano a Cervarezza Terme, nel comune di Busana, mentre quelle di Quara di Toano, note dall'epoca romana e fino al Medioevo, sono abbandonate e quasi prosciugate a causa di bradisismi e antichi terremoti che ne hanno ostruito il corso. Le abbondantissime fonti di Poiano di Villa Minozzo non sono note turisticamente come altre realtà regionali.

### Geografia antropica
Il comune capoluogo è posto al centro del territorio provinciale, nell'alta pianura, ad una quota di circa 60 m.s.l. in una fascia di territorio che si è fittamente urbanizzata a partire dal secondo dopoguerra. Il territorio provinciale è suddivisibile in cinque zone urbane vaste coincidenti con i bacini urbani di Reggio Emilia, Guastalla, Poviglio, Correggio e Novellara. I restanti due bacini urbani di Scandiano e Casalgrande sono conglomerati con quello di Sassuolo/Fiorano Modenese e quindi afferiscono in misura molto minore al bacino provinciale di Reggio Emilia. Per quanto riguarda il bacino urbano di Reggio Emilia si può stimare una popolazione complessiva di circa 275.000 abitanti (dato del 2012), per i centroidi di Guastalla, Poviglio, Correggio circa 33.000 mentre per Novellara si ha un bacino urbano stimabile in circa 45.000 abitanti. Il fenomeno del pendolarismo è ben diffuso nella provincia di Reggio Emilia, dai dati del censimento 2001 risulta infatti che ben il 53,3% della popolazione residente in provincia di Reggio Emilia si spostava quotidianamente per studio o per lavoro. Su 453.892 residenti provincia di Reggio Emilia alla data del Censimento 2001, ben 242.015 ogni giorno effettuavano spostamenti sia all'interno dello stesso comune (152.498 persone) sia fuori dal comune di dimora abituale (89.517)

## Storia
Il territorio provinciale fu abitato fin dalla preistoria. Le prime fonti storiche scritte che parlano del territorio di Reggio Emilia sono di Tito Livio, quando nel 187 a.C. ci narra della guerra condotta dai Romani contro le popolazioni celtiche (Galli Boi) che si erano insediati in buona parte del territorio reggiano e quelle dei Liguri Friniates i quali abitavano l'Appennino tosco-emiliano. Tito Livio ci narra che il console Marco Emilio Lepido al comando delle legioni romane inseguì, depredò, bruciò per valli e monti i Liguri fino ai monti Ballistam (Monte Valestra) e Suismontium (Pietra di Bismantova) e dopo un difficile assedio li sconfisse in battaglia in campo aperto e per questo eresse un tempio a Diana. Proseguì la lotta attraversando gli Appennini verso i territori romani (cis) e sconfisse gli altri Liguri Friniates che abitavano la Garfagnana, probabilmente passando per i passi di Pradarena o delle Forbici/Radici, visto che i passi del Cerreto/Ospedalaccio o Lagastrello danno accesso alla Lunigiana, che lo stesso Tito Livio ci dice abitata dai Liguri Apuani.
Una volta sconfitti i Liguri Friniates della Garfagnana il console Marco Emilio Lepido tornò in Emilia e diede inizio alla costruzione della via che poi prenderà il nome di Via Emilia e che collegava Rimini con Piacenza, su cui sorgeranno di lì a poco le città di Parma, Reggio Emilia e Modena. E verosimilmente il termine Lepidum Regium potrebbe stare ad indicare il territorio oggetto della vittoriosa campagna militare condotta dal console Marco Emilio Lepido.
La conquista del territorio reggiano fu comunque sofferta per i romani che avevano subito sconfitte anche pesanti, la più celebre delle quali era stata patita nel 216 a.C. presso la Selva Litana, nelle vicinanze del castrum di Tannetum. I romani in questo memorabile scontro erano stati pesantemente battuti dalle truppe dei Galli Boi coalizzati contro i romani in un'alleanza con l'esercito punico.
Reggio nacque quindi ad importante presidio e difesa della via Emilia; scavi fatti in città hanno datato il primo livello della città in epoca repubblicana, pertanto è ragionevole pensare che la città di Reggio Emilia sia stata fondata assieme alle due vicine colonie romane di Parma e Mutina (Modena) poco dopo l'anno 183 a.C.
La città romana divenne presto fiorente e fu elevata al grado di municipio con propri statuti, magistrati e collegi d'arte, mentre nel territorio corrispondente all'attuale provincia sorgevano importanti presidi militari ed amministrativi come la succitata Tannetum (l'odierna Sant'Ilario d'Enza), Brixellum (Brescello), Herberia (Rubiera) e Luceria (non più esistente). Con il crollo dell'Impero romano il territorio fu soggetto a scorrerie e cadde in profonda decadenza.
Verso la fine del IV secolo Reggio era così decaduta che Sant'Ambrogio l'annovera fra le città semidistrutte. Le invasioni barbariche ne accrebbero i danni.
Alla caduta dell'Impero romano d'Occidente (476 d.C.) soggiacque ad Odoacre, re degli Eruli, nel 489 passò ai Goti, nel 539 agli Esarchi di Ravenna e poi (569) ad Alboino, re dei Longobardi, che la eresse a sede di un ducato. Assoggettata dai Franchi nel 773, Carlo Magno conferì al vescovo l'autorità regale sulla città e stabilì i confini della diocesi (781).
Nell'888 Reggio e il suo contado passarono al Regno d'Italia. Pesanti danni si ebbe a soffrire dall'invasione degli Ungari (899), che uccisero il vescovo di Reggio Azzo II.
Intanto parallelamente all'autorità vescovile sorse sulla città e sul territorio limitrofo quella dei conti. Azzo Adalberto, figlio di Sigifredo di Lucca, di stirpe longobarda, fondò intorno all'anno 940 il castello di Canossa, che ospitò poco dopo (950) Adelaide, vedova di Lotario II re d'Italia, fuggita dalla prigione del Garda. Durante il periodo longobardo sorse il Ducato di Reggio, ciononostante profonda fu la decadenza di tutto il territorio reggiano.
Nel 1002 il contado di Reggio insieme con quello di Parma, Brescia, Modena, Mantova e Ferrara formò la marca del marchese Tedaldo di Canossa per poi divenire (1076) patrimonio della contessa Matilde. Fu in questo periodo che i possedimenti di Matilde, che andavano ben oltre il territorio reggiano e che erano coincidenti con buona parte della Lombardia meridionale, dell'Emilia occidentale e della Toscana settentrionale, iniziarono a risollevarsi. L'egemonia politica della contessa ebbe il suo culmine quando a Canossa le figure di Enrico IV, papa Gregorio VII e Matilde di Canossa, protagonisti della lotta fra Papato e Impero, si incontrarono per riconciliarsi.
Alla morte di Matilde si aprì una lunga stagione di lotte e guerre, i suoi possedimenti vennero conquistati per buona parte dal comune di Reggio e da quelli vicini tra i quali Mantova, Modena, Parma e Cremona. La guerra tra il comune di Reggio ed il comune di Modena scoppiò nel 1201, i modenesi occuparono alcune terre sulla sponda reggiana della Secchia (Casalgrande) per ottenerne il completo controllo. I reggiani non si fecero sorprendere e, guidati dal podestà Doinabello, contrattaccarono sconfiggendo e inseguendo i modenesi fino a Formigine presso il ponte di Sanguineto; molti di questi furono catturati, tra cui il podestà Alberto da Lendinara. Nel 1202 i modenesi assieme agli alleati ferraresi e veronesi assediarono Rubiera, ma, non riuscendo ad espugnarla, chiesero la mediazione dei podestà di Parma e Cremona, i quali però assegnarono la vittoria a Reggio, ponendo fine alla guerra tra le due città. Di lì a poco scoppiò, a nord del territorio reggiano, la guerra con Mantova. Nel 1205 i reggiani conquistarono il castello di Suzzara, i mantovani con l'aiuto di ferraresi e cremonesi (questi ultimi forti del presidio dei centri di Guastalla e Luzzara), riuscirono a riconquistare il possesso sul feudo.
Il Ducato di Reggio mirava ad espandersi a nord e ad avere uno sbocco sul fiume Po. Nel 1220, con l'aiuto di Cremona questa volta alleata di Reggio, Gonzaga fu assediata e conquistata. Nel 1225 per opera di Ravanino Bellotti, cremonese, podestà di Reggio si conclude il conflitto con un accordo: Gonzaga ai mantovani, Bondeno d'Arduino ai reggiani e comune giurisdizione su Pegognaga; la giurisdizione reggiana si estendeva quindi su un notevole territorio: se con Parma il confine rimaneva fissato lungo il ramo più orientale dell'Enza, presso Bibbiano e Cavriago e il fiume Secchia separava il contado reggiano da quello modenese, il territorio di Reggio però si estendeva ora notevolmente a nord, controllando, oltre a Reggiolo, anche i borghi di Novi, Concordia, Mirandola, San Possidonio, Quarantoli e San Martino Spino.
L'aggregazione dei centri dell'Appennino reggiano iniziò più tardi, attorno nella seconda metà del XII secolo e terminò circa un secolo dopo. Tra i primi villaggi a sottomettersi al Ducato di Reggio vi furono Baiso e Castellarano, nel 1169. Più tardi, in un periodo compreso tra il 1188 e il 1237 giurarono fedeltà anche, tra le altre, Castelnovo ne' Monti, Felina, Carpineti, Cerreto Alpi, Cervarezza e i borghi della Val d'Asta.
Nel XIX secolo, dopo la parentesi napoleonica con la formazione del Dipartimento del Crostolo, dopo la restaurazione, per unione dinastica, il ducato ebbe anche uno sbocco sul mare, comprendendo le province estensi di Modena, Reggio, Frignano, Garfagnana, Lunigiana, Massa e Carrara. Nel 1848 furono uniti agli Stati Estensi gli ultimi territori del ducato di Parma e Piacenza posti sulla sponda destra dell'Enza come il guastallese, Poviglio, Gombio e l'alta Val d'Enza.
Dopo l'annessione al Regno d'Italia la storia della provincia segue le vicende del resto della penisola. Al momento della sua creazione nel 1860, la provincia contava 46 comuni, mentre oggi sono 45, nel 1870 venne aggregato al comune di Villa Minozzo il comune di Gazzano. Inoltre il comune di Pieve San Vincenzo spostò la sua sede e mutò quindi il suo nome in Ramiseto. Al contrario di molte altre province italiane, quella reggiana per più di un secolo e mezzo di storia non ha subito drastici mutamenti amministrativi.
Durante la seconda guerra mondiale la provincia subì pesanti distruzioni e bombardamenti e dopo il 1943, si formarono numerose formazioni di partigiani che combatterono tenacemente contro le forze d'occupazione tedesche e i loro alleati repubblichini. Si verificarono, specialmente nell'Appennino anche massacri contro la popolazione accusata di collaborare con la Resistenza, tristemente celebri furono l'eccidio della Bettola, quello di Cervarolo, quello di Legoreccio e quello dei fratelli Cervi presso Campegine.
La provincia di Reggio venne istituita nel 1859, con decreto dittatoriale di Carlo Farini, in previsione dell'annessione dell'Emilia al Regno di Sardegna; nella sua istituzione originaria venne suddivisa nei circondari di Reggio e di Guastalla nella parte settentrionale.

## Amministrazione
A partire dall'unità d'Italia, l'amministrazione provinciale di Reggio Emilia fu rappresentata dai presidenti della Provincia di Reggio Emilia, ad eccezione del periodo fascista in cui è stato istituito un commissario prefettizio.
In seguito alla conclusione della Seconda guerra mondiale, nel 1951 venne creata la deputazione provinciale, un organismo che già esisteva dal 1889 come estensione del consiglio. In seguito fu introdotta la giunta. Dal secondo dopoguerra in poi l'ente provincia è sempre stato governato da maggioranze di sinistra e, dalla metà degli anni novanta, di centro-sinistra.
Presidente provinciale dal 13 giugno 2004 fino all'ottobre 2014, Sonia Masini è stata una delle prime donne in Italia a ricoprire tale carica.
Abolita l'elezione diretta dei consigli provinciali, le sono succeduti il sindaco di Poviglio Gianmaria Manghi dal 2014 al 2018, e quello di Castellarano Giorgio Zanni dal 2018 al 2022, rinominato nel 2022 per il secondo mandato.

## Economia
Nella parte centro-settentrionale della provincia, in tutta l'area della pianura e nelle aree della conurbazione di Reggio Emilia, molto sviluppate e di antica presenza risultano essere l'agricoltura intensiva e l'allevamento suino-bovino. 
In tutta la porzione di pianura e nella fascia di prima collina provinciale esiste un importante e diffuso comparto industriale, esteso e ramificato in moltissimi settori che spaziano principalmente dai settori dell'industria meccanica a quelli agro-alimentare, tessile, ceramico e dell'elettrodomestico. Nella Bassa a Novellara, Luzzara, Fabbrico, Gualtieri e Guastalla è significativa la produzione industriale di tipo meccanica, in particolare di veicoli agricoli (Landini, OM, Goldoni) nonché l'industria elettromeccanica degli elettrodomestici (Smeg, Olimpia Splendid, "la Germania" su tutte).
Nella zona più prossima al capoluogo di provincia Reggio Emilia sorgono numerose attività industriali legate al diffuso comparto della meccanica, sia pesante che di precisione (nel quale moltissime maestranze trassero formazione presso le storiche Officine Reggiane) e più recentemente nell'ambito meccatronico. Sorgono nei pressi del comune capoluogo industrie quali: (Lombardini, Interpump, Walvoil, Interacciai, Landi Renzo, Comer Industries, Brevini). Abbondante è anche la produzione di materiali plastici, gomma e derivati sintetici nonché di prodotti del settore chimico in generale. 
Il settore tessile e della maglieria e della moda trova massima diffusione oltre che nel capoluogo (Gruppo Max Mara) nella zona di Rio Saliceto, dove sorge la Manifattura Riese (più nota con il suo marchio commerciale Navigare), Correggio e Carpi (in provincia di Modena), nella zona occidentale della provincia, in Valdenza (Sant'Ilario, Campegine e Montecchio Emilia) sorgono importanti aziende del comparto enologico (Cantine Riunite) e della logistica (Fagioli, Snatt) nonché meccaniche (Dieci), solo per citare alcune tra le più note. Storica è la presenza dell'industria alimentare che in città e provincia assicura lavoro a molti addetti. Il settore terziario è, a sua volta, molto avanzato e assicura la presenza di servizi di importanza nazionale (Credem), contribuendo sensibilmente alla produzione di ricchezza provinciale.
La zona pedecollinare ad est, nei comuni di Castellarano, Casalgrande e Scandiano ma anche nei confinanti comuni della provincia di Modena, in particolare a Sassuolo è, infine, un importantissimo distretto per la produzione delle ceramiche e delle piastrelle note ed esportate da qui in tutto il mondo.
Nella provincia storicamente sono sorte molte cooperative di consumo e produzione lavoro sia nei settori dell'alimentazione, dei trasporti e dei servizi ma anche in quelli finanziari e del terziario avanzato, nella grande distribuzione, nell'alimentare e nell'area urbanistico-edilizia (Coop Consumatori NordEst, Cir, Coopservice, CCPL, Unieco e molte altre) hanno tutte sede in provincia di Reggio Emilia. Molteplici altri, infine, sono i settori in cui le imprese reggiane rappresentano da sempre termine di riferimento ed eccellenza a livello internazionale
Tutto il territorio provinciale, anche nella zona appenninica, è rinomato per la produzione del formaggio Parmigiano Reggiano e di molti altri prodotti alimentari rinomati ed apprezzati a livello internazionale, l'aceto balsamico ed il Lambrusco Reggiano su tutti. Rilevante è anche la produzione agricola e zootecnica, soprattutto per quanto riguarda l'allevamento dei suini; in provincia, come in tutta la regione, esiste una storica tradizione culinaria per gli insaccati ed i derivati di carne suina.
La provincia di Reggio Emilia, insieme a quelle di Modena e di Bologna, è la provincia che produce la maggior quota parte del reddito dell'economia regionale e contribuisce fortemente al prodotto interno lordo italiano. La provincia di Reggio Emilia in termini sia occupazionali che di ricchezza generata pro capite costituisce una realtà economica estremamente sviluppata e florida, che si colloca stabilmente ai primi posti in Italia ed Europa e ben al di sopra o al pari di altre zone tra le più produttive del Paese sia in termini di benessere che di qualità della vita.
Il tasso di disoccupazione provinciale, risulta molto più basso del valore regionale e nazionale, esso difatti si attesta attorno al 5,8%. 
Secondo alcuni quotidiani di carattere nazionale, la provincia di Reggio Emilia risulta spesso tra le prime provincie italiane per qualità della vita: "Italia Oggi" 1º posto (2006), "Il Sole 24 Ore" 28º posto (2007). Nel suo rapporto sulla qualità della vita per l'anno 2014, "Il Sole 24 Ore" colloca Reggio Emilia al quinto posto complessivo a livello nazionale ed al primo assoluto per la voce “Affari e Lavoro”, sottolineando la innata propensione del modello economico reggiano a creare ricchezza e lavoro.

## Infrastrutture e trasporti

### Autostrade
- Autostrada del Sole
- Autostrada del Brennero
- Autostrada Cispadana (in progetto)

### Strade

#### Strade statali
- Strada Statale 9 Via Emilia
- Strada Statale 63 del Valico del Cerreto (esclusa tratta Reggio Emilia-Gualtieri)
- Strada Statale 722 Tangenziale di Reggio Emilia
- Strada Statale 722 Var Tangenziale di Reggio Emilia (ex SP 114 Tangenziale Sud-est)
- Strada Statale 468 di Correggio (ex SP 113)

#### Strade provinciali
L'amministrazione provinciale di Reggio Emilia gestisce 953 km di strade provinciali.
Dal 2001 l'ente gestisce anche 7 ex strade statali:
- ex Strada Statale 62 della Cisa
- ex Strada Statale 63 del Valico del Cerreto (tratta Reggio Emilia-Gualtieri)
- ex Strada Statale 358 di Castelnovo
- ex Strada Statale 467 di Scandiano
- ex Strada Statale 468 di Correggio (tratto storico Reggio Emilia-Correggio)
- ex Strada Statale 486 di Montefiorino
- ex Strada Statale 513 di Val d'Enza

### Ferrovie

#### Rete ferroviaria RFI
- Ferrovia Milano-Bologna (Alta Velocità)
- Ferrovia Milano-Bologna
- Ferrovia Modena-Mantova

#### Rete ferroviaria FER
- Ferrovia Reggio Emilia-Sassuolo
- Ferrovia Reggio Emilia-Ciano d'Enza
- Ferrovia Reggio Emilia-Guastalla
- Ferrovia Parma-Suzzara

### Navigabilità
- Porto turistico regionale sul Fiume Po (Boretto)[9]
- Attracco turistico di Guastalla[10]
- Attracco turistico di Luzzara

### Aeroporti
L'unico scalo aeroportuale presente in provincia di Reggio Emilia e riconosciuto ufficialmente dal P.R.I.T. come aeroporto di terzo livello è l'Aeroporto di Reggio Emilia-Città del Tricolore Ferdinando Bonazzi il quale, pur essendo aperto al traffico commerciale, non effettua voli di linea. Lo scalo svolge prevalentemente attività di diporto ed è dotato di scuola di paracadutismo e istituto tecnico aeronautico.
Gli aeroporti internazionali più vicini sono: Parma, Bologna-Borgo Panigale, Verona-Villafranca, Milano-Linate, Milano-Malpensa e Bergamo-Orio al Serio.

### Mobilità
Il servizio di trasporto pubblico locale automobilistico è esercito prevalentemente da Seta e, in minima parte, da APAM-Mantova, TEP-Parma e CTT Nord. Il servizio ferroviario regionale è svolto dalla società consortile Trenitalia-Tper.

## Sedi giudiziarie
Il capoluogo è sede di Tribunale e di Commissione tributaria di I grado; la Corte d'appello competente è la Corte d'appello di Bologna, il Tribunale Amministrativo Regionale e la Commissione tributaria di II grado competenti sono a Parma. Una sede distaccata del Tribunale è stata operativa a Guastalla dal 1999 al 2012, quando essa è stata soppressa ai sensi del d.lgs. n.155/2012.

## Uffici finanziari
Due sono gli uffici dell'Agenzia delle entrate attivi sul territorio provinciale, uno a Reggio ed uno a Guastalla.

## Comuni
Appartengono alla provincia di Reggio Emilia i seguenti 42 comuni: 
- Albinea
- Bagnolo in Piano
- Baiso
- Bibbiano
- Boretto
- Brescello
- Cadelbosco di Sopra
- Campagnola Emilia
- Campegine
- Canossa
- Carpineti
- Casalgrande
- Casina
- Castellarano
- Castelnovo di Sotto
- Castelnovo ne' Monti
- Cavriago
- Correggio
- Fabbrico
- Gattatico
- Gualtieri
- Guastalla
- Luzzara
- Montecchio Emilia
- Novellara
- Poviglio
- Quattro Castella
- Reggio Emilia
- Reggiolo
- Rio Saliceto
- Rolo
- Rubiera
- San Martino in Rio
- San Polo d'Enza
- Sant'Ilario d'Enza
- Scandiano
- Toano
- Ventasso
- Vetto
- Vezzano sul Crostolo
- Viano
- Villa Minozzo

### Comuni più popolosi
Di seguito è riportata una lista dei maggiori 10 comuni della provincia di Reggio Emilia (dati Istat: 30-4-2023)
| Stemma | Comune             | Abitanti |
| ------ | ------------------ | -------- |
|        | Reggio Emilia      | 169 688  |
|        | Scandiano          | 25 734   |
|        | Correggio          | 25 081   |
|        | Casalgrande        | 18 959   |
|        | Castellarano       | 15 211   |
|        | Rubiera            | 14 659   |
|        | Guastalla          | 14 589   |
|        | Novellara          | 13 227   |
|        | Quattro Castella   | 13 122   |
|        | Sant'Ilario d'Enza | 11 263   |

### Comuni alle estremità geografiche
| Stemma | Comune        | Latitudine e longitudine | Estremità geografica |
| ------ | ------------- | ------------------------ | -------------------- |
|        | Luzzara       | 44°58′00″N 10°41′00″E    | Nord                 |
|        | Villa Minozzo | 44°22′00″N 10°27′00″E    | Sud                  |
|        | Rolo          | 44°53′00″N 10°51′00″E    | Est                  |
|        | Ventasso      | 44°22′00″N 10°19′00″E    | Ovest                |

## Gemellaggi e patti d'amicizia
La Provincia di Reggio Emilia è gemellata con:
- Enzkreis
- Regione di Olomouc
- Betlemme

Ha inoltre un patto d'amicizia con:
- Provincia di Albacete